# Coppa Nordamericana di skeleton 2006
La Coppa Nordamericana di skeleton 2006 è stata la sesta edizione del circuito continentale nordamericano di skeleton, manifestazione organizzata dalla Federazione Internazionale di Bob e Skeleton; è iniziata il 3 novembre 2005 a Lake Placid, negli Stati Uniti, e si è conclusa il 25 novembre 2005 a Calgary, in Canada. Vennero disputate dodici gare: sei per le donne e altrettante per gli uomini in tre differenti località.
Vincitori dei trofei, conferiti agli atleti classificatisi per primi nel circuito, sono stati la canadese Tash Ellison nel singolo femminile e il giapponese Yuuki Nozawa in quello maschile.

## Calendario
| Località    | Data                | Donne | Uomini |
| ----------- | ------------------- | ----- | ------ |
| Lake Placid | 3–4 novembre 2005   | ●●    | ●●     |
| Park City   | 16–17 novembre 2005 | ●●    | ●●     |
| Calgary     | 24–25 novembre 2005 | ●●    | ●●     |
| Totale      | Totale              | 6     | 6      |

## Risultati

### Donne
| Data             | Località    | Prime classificate           | Seconde classificate           | Terze classificate             |
| ---------------- | ----------- | ---------------------------- | ------------------------------ | ------------------------------ |
| 3 novembre 2005  | Lake Placid | Tash Ellison Canada          | Jody Barton Stati Uniti        | Felicia Canfield Stati Uniti   |
| 4 novembre 2005  | Lake Placid | Tash Ellison Canada          | Felicia Canfield Stati Uniti   | Kimberly Krowleski Stati Uniti |
| 16 novembre 2005 | Park City   | Felicia Canfield Stati Uniti | Mackenzie Flanders Stati Uniti | Tash Ellison Canada            |
| 17 novembre 2005 | Park City   | Tash Ellison Canada          | Felicia Canfield Stati Uniti   | Sarah Reid Canada              |
| 24 novembre 2005 | Calgary     | Amy Gough Canada             | Sarah Reid Canada              | Tash Ellison Canada            |
| 25 novembre 2005 | Calgary     | Amy Gough Canada             | Sarah Reid Canada              | Mackenzie Flanders Stati Uniti |

### Uomini
| Data             | Località    | Primi classificati         | Secondi classificati  | Terzi classificati       |
| ---------------- | ----------- | -------------------------- | --------------------- | ------------------------ |
| 3 novembre 2005  | Lake Placid | Mike Cline Stati Uniti     | Yuuki Nozawa Giappone | Mike Douglas Canada      |
| 4 novembre 2005  | Lake Placid | Mike Cline Stati Uniti     | Yuuki Nozawa Giappone | Matt Antoine Stati Uniti |
| 16 novembre 2005 | Park City   | Chris Hedquist Stati Uniti | Jon Montgomery Canada | Yuuki Nozawa Giappone    |
| 17 novembre 2005 | Park City   | Chris Hedquist Stati Uniti | Jon Montgomery Canada | Keith Loach Canada       |
| 24 novembre 2005 | Calgary     | Chris Hedquist Stati Uniti | Jon Montgomery Canada | Mike Douglas Canada      |
| 25 novembre 2005 | Calgary     | Chris Hedquist Stati Uniti | Jon Montgomery Canada | Keith Loach Canada       |

## Classifiche

### Donne
| Pos. | Atleta             | Nazione     | LAK-1 | LAK-2 | PKC-1 | PKC-2 | CAL-1 | CAL-2 | Punti |
| ---- | ------------------ | ----------- | ----- | ----- | ----- | ----- | ----- | ----- | ----- |
| 1    | Tash Ellison       | Canada      | 1     | 1     | 3     | 1     | 3     | 5     | 525   |
| 2    | Felicia Canfield   | Stati Uniti | 3     | 2     | 1     | 2     | 7     | 7     | 470   |
| 3    | Sarah Reid         | Canada      | 9     | 5     | 7     | 3     | 2     | 2     | 425   |
| 4    | Jody Barton        | Stati Uniti | 2     | 6     | 4     | 5     | 6     | 4     | 415   |
| 5    | Amy Gough          | Canada      | 13    | 14    | 6     | 9     | 1     | 1     | 368   |
| 6    | Mackenzie Flanders | Stati Uniti | -     | -     | 2     | 4     | 5     | 3     | 305   |
| 7    | Emily Malcolm      | Canada      | 10    | 9     | 9     | 8     | 13    | 11    | 254   |
| 8    | Jessica Palmer     | Stati Uniti | 5     | 7     | 5     | 7     | -     | -     | 240   |
| 9    | Marci Francis      | Stati Uniti | 11    | 8     | -     | -     | 4     | 6     | 219   |
| 10   | Hitomi Mizukura    | Giappone    | 16    | 15    | 10    | 10    | 10    | 12    | 213   |

### Uomini
| Pos. | Atleta            | Nazione     | LAK-1 | LAK-2 | PKC-1 | PKC-2 | CAL-1 | CAL-2 | Punti |
| ---- | ----------------- | ----------- | ----- | ----- | ----- | ----- | ----- | ----- | ----- |
| 1    | Yuuki Nozawa      | Giappone    | 2     | 2     | 3     | 4     | 7     | 7     | 440   |
| 2    | Keith Loach       | Canada      | 5     | 7     | 4     | 3     | 4     | 3     | 420   |
| 3    | Chris Hedquist    | Stati Uniti | -     | -     | 1     | 1     | 1     | 1     | 400   |
| 4    | Mike Douglas      | Canada      | 3     | 5     | 8     | 13    | 3     | 4     | 378   |
| 5    | Jon Montgomery    | Canada      | -     | -     | 2     | 2     | 2     | 2     | 360   |
| 6    | Hiroyuki Maruyama | Giappone    | 7     | 12    | 6     | 6     | 6     | 6     | 331   |
| 7    | Adam Donahoo      | Stati Uniti | 8     | 10    | 5     | 5     | 10    | 9     | 309   |
| 8    | Maury Zuber       | Stati Uniti | 4     | 4     | 13    | 15    | 9     | 10    | 287   |
| 9    | Masanori Inoue    | Giappone    | 6     | 6     | 12    | 12    | 8     | 12    | 278   |
| 10   | Rob Murray        | Stati Uniti | -     | -     | 7     | 7     | 5     | 5     | 240   |